# دونالد لوف
دونالد لوف (بالإنجليزية: Donald Love)‏ (24 فبراير 1994 المملكة المتحدة - ) هو لاعب كرة قدم بريطاني، يلعب كمدافع.

## روابط خارجية
- دونالد لوف على موقع قاعدة بيانات كرة القدم.إي يو (الإنجليزية)
- دونالد لوف على موقع Soccerbase.com (لاعب) (الإنجليزية)
- دونالد لوف على موقع Soccerway.com (الإنجليزية)
- دونالد لوف على موقع عالم كرة القدم.نت (الإنجليزية)
- دونالد لوف على موقع AS.com (الإسبانية)